# Marie-Thérèse Reboul
Marie-Thérèse Reboul (1728 - 28 décembre 1805), dite Madame Vien, est une artiste peintre française.

## Biographie

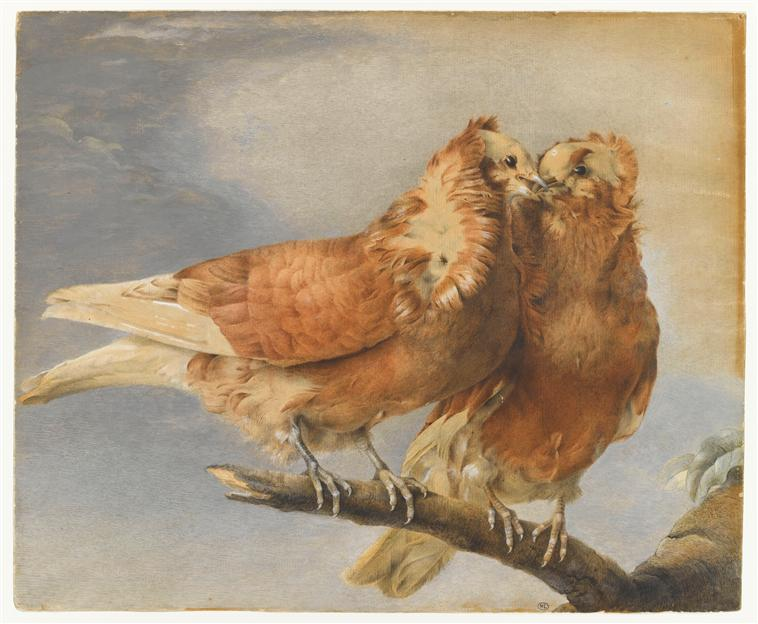
Deux pigeons

Elle entre à l'Académie royale de peinture et de sculpture en 1757 où elle deviendra l'élève de son futur époux, le peintre Joseph-Marie Vien.
Elle expose en 1763 au Salon de peinture et de sculpture de Paris, et s'y fait remarquer. Ses tableaux, Émouchet terrassant un petit oiseau, Deux pigeons, et plusieurs autres tableaux représentant des oiseaux, des fleurs et des fruits sont acquis par l'impératrice Catherine II de Russie qui les envoie au petit ermitage.

## Collections publiques
France
- Béziers, Musée des Beaux-Arts de Béziers : Étude de coquillage : cône, aquarelle sur papier.